# Julio Kuroiwa

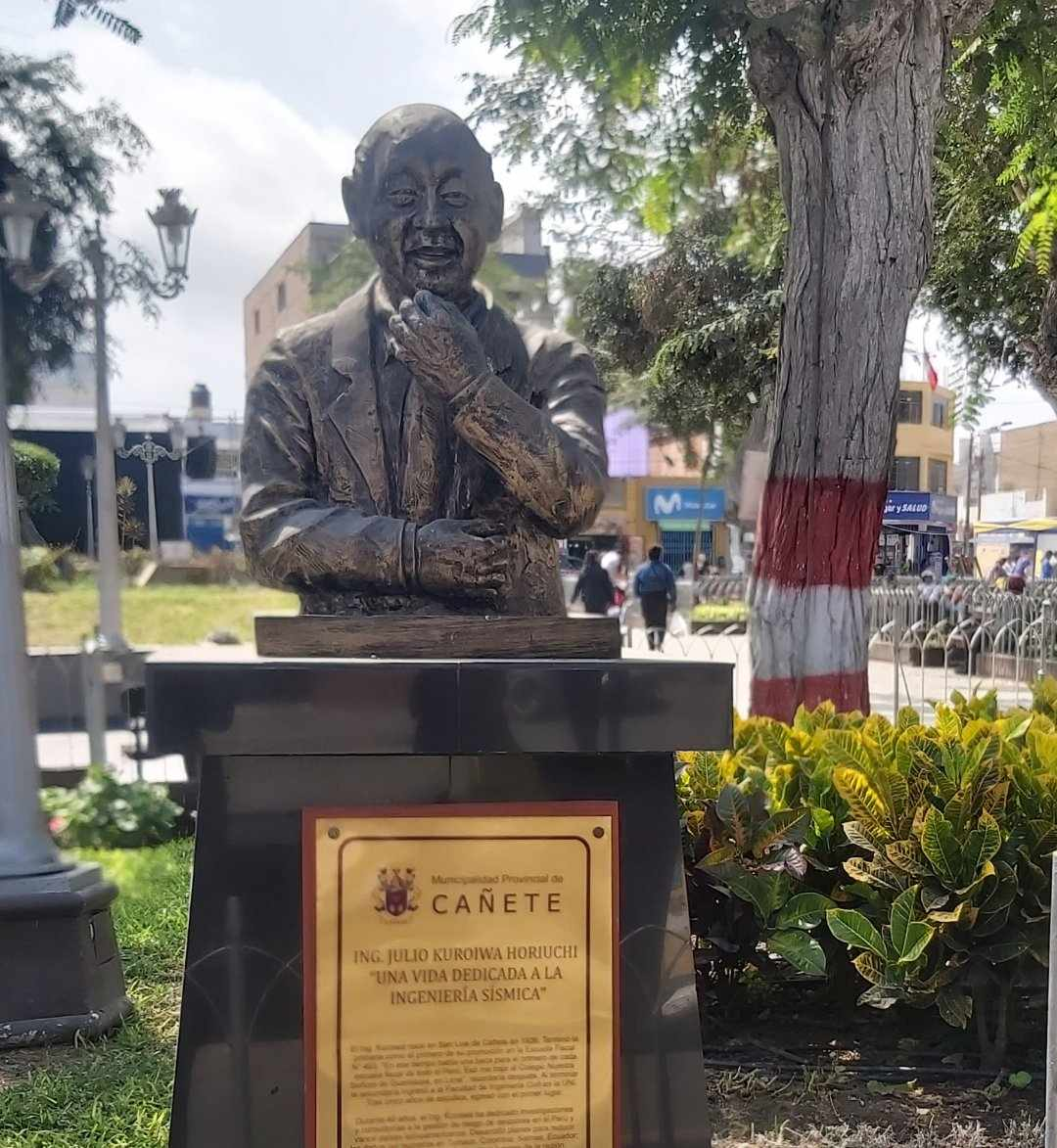
Busto de Julio Kuroiwa en San Vicente de Cañete

Julio Kuroiwa (*San Luis, Provincia de Cañete, 22 de abril de 1936, † Lima, 10 de julio de 2019) fue un ingeniero y sismólogo peruano de ascendencia japonesa, conocido como el "Padre de la ingeniería sísmica peruana".

## Biografía
Julio Kuroiwa nació en el distrito de San Luis de Cañete en 1936. Estudió en la Escuela Fiscal Nº 463 (colegio que actualmente lleva su nombre, ubicado en San Luis de Cañete) y en el Colegio Nuestra Señora de Guadalupe tras obtener una beca. Luego de culminar sus estudios, ingresó a la Universidad Nacional de Ingeniería (UNI) donde estudió ingeniería civil graduándose en 1961. Al culminar sus estudios, viajó a Japón donde siguió cursos de sismología en el Instituto Muto. En 1966, viajó a California donde fue estudiante de Charles Richter y George Housner, dos reconocidos sismólogos. Al retornar al Perú, introdujo el curso de sismología en las universidades. En 1976, se convirtió en director del Centro Peruano Japonés de Investigaciones Sísmicas y Mitigaciones de Desastres (CISMID). Fue profesor emérito de la UNI y miembro del Comité Asesor entre los años 2010 y 2015 de UNISDR Making Resilent Cities. Falleció el 10 de julio del 2019, después de permanecer hospitalizado durante varios días por una afección pulmonar. Fue sepultado en el Cementerio Jardines de la Paz de La Molina.